# Fosfato di diammonio
Il fosfato di diammonio è un sale acido di ammonio dell'acido fosforico. Spesso viene abbreviato come DAP.

## Proprietà
Cristallizza in grandi prismi trasparenti che si sciolgono e si decompongono al riscaldamento, rilasciando acido metafosforico HPO3.
Il corrispondente sale non acido è il fosfato di ammonio.

## Applicazioni
Trova uso come regolatore di pH e ritardante di fiamma.
Quando applicato alle piante, alza temporaneamente il pH del suolo rendendolo più basico, ma subito dopo il terreno ritorna più acido di prima.
È incompatibile con le sostanze alcaline, perché lo ione ammonio tende a liberarsi sprigionando ammoniaca nelle soluzioni ad alto pH. Per questa sua caratteristica viene utilizzato anche come componente di Concimi minerali composti. Ha come unica controindicazione quella di causare fenomeni di volatilizzazione dell'ammoniaca, problema che non si riscontra invece nel Fosfato di monoammonio, vista la presenza di un solo ammonio.
È utilizzato, a volte, come additivo nell'idromele e nelle sigarette
È utilizzato anche come nutrizione azotata dei lieviti in vino durante la fermentazione alcolica.

## Sintesi
Si forma per evaporazione di una miscela di acido fosforico e ammoniaca.